# Operation IceBridge
"Operation IceBridge" er en NASA-mission, der har til formål at overvåge ændringer i polarisen fra fly. Missionen varer fra 2009-2016. Det var under denne mission at Grønlands Grand Canyon blev opdaget i 2013.
| Militær | Spire Denne artikel om militær er en spire som bør udbygges. Du er velkommen til at hjælpe Wikipedia ved at udvide den. |